# 精神焦慮
精神焦慮（英語：Anguish，意思是“苦惱”）是“由身體或精神痛苦引起的極度不快樂”。痛苦的感覺通常發生在對所討論的人具有深刻意義的悲劇或事件之前。可以在身體上或精神上感受到痛苦。
精神焦慮也是哲學中使用的一個術語，通常作為焦慮的同義詞。這是存在主義哲學的一個最重要的特徵，在這種哲學中，精神焦慮通常被理解為一個完全自由的人在一個絕對為零的世界中的經歷（存在主義的絕望）。 在索倫·克爾凱郭爾的神學理论中，它指的是一個擁有完全自由意志的人，在面對無限的自由時，他們始終處於精神恐懼的狀態。